# Letiště Bălți-Město
Letiště Bălți-Město neboli Letiště Bălți (ICAO: LUBA) (rumunsky: Aeroportul Bălţi-Oraş) je jedno ze dvou letišť v moldavském Balti (druhým letištěm v Bălți je mezinárodní letiště Bălți-Leadoveni). Letiště Bălți-Město bylo založeno po druhé světové válce jako náhrada za hlavní moldavské vojenské letiště v Bălți (nachází se na předměstí Bălți - Singureni). Civilní letiště Bălți-Město bylo druhým nejvytíženějším letištěm v Moldavsku pro vnitrostátní moldavské a sovětské letecké linky až do konce 80. let, kdy bylo zprovozněno druhé mezinárodní letiště Bălți.
V roce 2010 ukončilo letiště Bălți-Město provozování letiště a letových navigačních činností z důvodu převodu veškerého nemovitého majetku a pozemků letiště na Svobodnou ekonomickou zónu Bălți
 s podmínkou, že Svobodná ekonomická zóna Bălți vybuduje nemovitosti na mezinárodním letišti Bălți-Leadoveni, které nahradí zařízení získané od letiště Bălți-Město.
Letiště Bălți-Město se nachází ve východní části města Balti, naproti vesnici Elizaveta, která je součástí obce Balti, ve vzdálenosti 3,2 km od centra města. Letiště se skládá z terminálu pro cestující, který sloužil jako terminál pro vnitrostátní moldavské lety a současně pro vnitrostátní sovětské lety, dále z hangárů pro letadla a vrtulníky a z nákladového a řídicího střediska. V roce 1977 počet vnitrostátních letů z Kišiněva do Baltu sedmkrát převyšoval počet letů do jakékoli jiné moldavské destinace. Během své existence letiště obsluhovalo přibližně 30 destinací: jak místních, tak do sousedních sovětských republik (SSSR, RSFSR).
V sovětské éře bylo letiště Balti uzlem pro letadla Aeroflotu Baltijské sjednocené letecké skupiny (281. letecká skupina spadající pod Moldavskou správu civilního letectví) s leteckým spojením na letiště Kišiněv a letiště Bender, stejně jako pro letouny a vrtulníky Moldaeroservisu.

## Historie

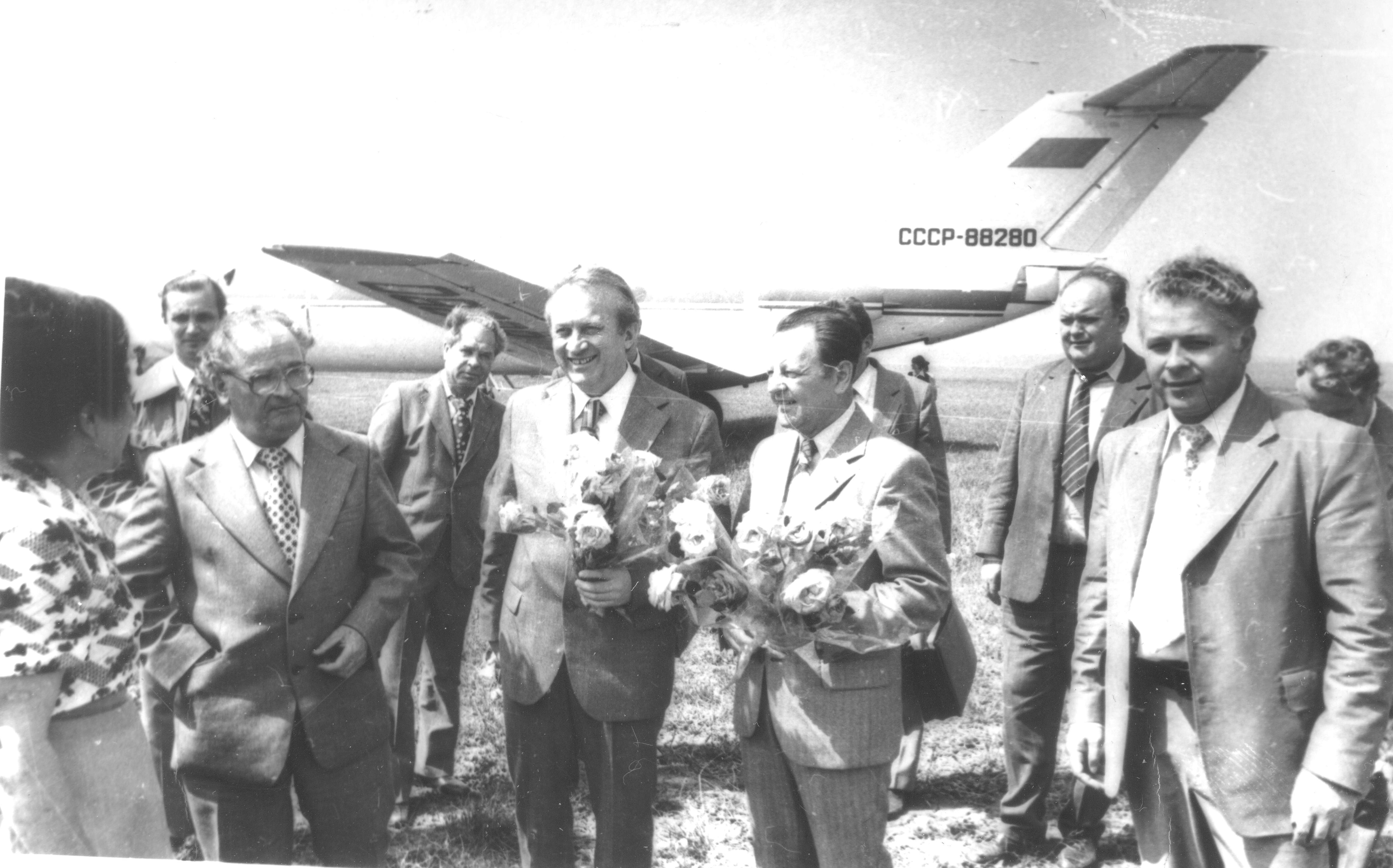
Jakovlev Jak-40C2 (СССР-88280) v Letiště Bălți-Město

29. května 1979: Jakovlev Jak-40C2 (СССР-88280) letiště Balti (Letiště Bălți-Město). Odjezd vysokých funkcionářů ÚV KSČ: Josefa Lenárta a Miloše Jakeše z Moldavské SSR. V popředí zleva: Ivan Bodiul (druhý zleva), první tajemník ÚV KSČ Moldavska, Jozef Lenárt, tajemník ÚV KSČ Miloš Jakeš a předseda Rady ministrů Moldavské SSR Semjon Grossu na letišti v Baltu.